# شوگرلند ران (ویرجینیا)
شوگرلند ران، ویرجینیا (انگلیسی: Sugarland Run, Virginia)حوزه سرشماری در شهرستان لادن، ویرجینیا است. جمعیت آن بر اساس سرشماری ۲۰۱۰ ایالات متحده آمریکا۱۱٫۷۹۹ نفر بود. این محل در شمال با شاهراه اتوبان ۷، جنوب رودخانه پوتوماک؛ که در امتداد شرق رودخانه و جامعه شوگرلند قرار دارد. شوگرلند نزدیک ویرجینیا کامیونتی کالج- استرلینگ (NOVA) است. شوگرلند بخشی از منطقه کلان‌شهر واشینگتن دی سی است.